# Luc Tardif junior
Luc Tardif junior (* 30. November 1984 in Rouen) ist ein französischer Eishockeyspieler, der seit 2012 bei den Brûleurs de Loups de Grenoble in der Ligue Magnus unter Vertrag steht. Sein Vater Luc Tardif senior war ebenfalls ein professioneller Eishockeyspieler und ist Präsident der Fédération française de hockey sur glace.

## Karriere
Luc Tardirf junior begann seine Karriere als Eishockeyspieler in seiner Heimatstadt in der Nachwuchsabteilung der Dragons de Rouen, für deren Profimannschaft er in der Saison 2001/02 sein Debüt in der Ligue Magnus, der höchsten französischen Spielklasse, gab. In der gleichen Spielzeit gewann er mit seiner Mannschaft die Coupe de France. Anschließend spielte er ein Jahr lang für die U20-Mannschaft des finnischen Vereins HPK Hämeenlinna, ehe er nach Frankreich zurückkehrte, wo er in der Saison 2003/04 für den HC Mulhouse auflief. Nachdem er dort auch die folgende Spielzeit begonnen hatte, wechselte er innerhalb der Ligue Magnus zu den Ours de Villard-de-Lans. Nach drei Jahren unterschrieb Tardif 2007 beim HC Morzine-Avoriaz, für den er zwei weitere Spielzeiten in der Ligue Magnus aktiv war. 
Von 2009 bis 2011 spielte der Franzose wieder für seinen Heimatverein Dragons de Rouen. Mit diesem gewann er 2010 und 2011 jeweils den französischen Meistertitel sowie 2010 die Coupe de la Ligue und 2011 die Coupe de France. Die Saison 2011/12 verbrachte er bei den Florida Everblades in der ECHL. Im Anschluss an die Spielzeit kehrte er in seine französische Heimat zurück und schloss sich dort dem Spitzenverein Brûleurs de Loups de Grenoble an.

### International
Für Frankreich nahm Tardif im Juniorenbereich an der U18-Junioren-C-Weltmeisterschaft 2002 sowie den U20-Junioren-B-Weltmeisterschaften 2003 und 2004 teil. Im Seniorenbereich stand er im Aufgebot seines Landes bei den B-Weltmeisterschaften 2006 und 2007 sowie bei den A-Weltmeisterschaften 2008, 2009, 2010 und 2011.

## Erfolge und Auszeichnungen
| - 2002 Coupe de France mit den Dragons de Rouen - 2007 Ligue Magnus All-Star Team - 2010 Französischer Meister mit den Dragons de Rouen - 2010 Coupe de la Ligue mit den Dragons de Rouen - 2010 Ligue Magnus All-Star Team | - 2010 Trophée des Champions mit den Dragons de Rouen - 2011 Französischer Meister mit den Dragons de Rouen - 2011 Coupe de France mit den Dragons de Rouen - 2024 Trophée Camil Gélinas |

### International
- 2002 Aufstieg in die Division I bei der U18-Junioren-Weltmeisterschaft der Division II
- 2007 Aufstieg in die Top-Division bei der Weltmeisterschaft der Division I